# Diaparsis flaventis
Diaparsis flaventis là một loài tò vò trong họ Ichneumonidae.